# Carl Frederik August Lunn
Carl Frederik August Lunn (født 12. september 1808 på Dortheaslyst, død 9. juni 1886 på Knabstrup) var en dansk godsejer, bror til Christian og Peter Lunn og far til Villars Lunn.
Han var en søn af major, ejer af Knabstrup og Dorthealyst Willars Knudsen Lunn og Henriette Caroline Eleonore født Hersleb. Lunn lærte landvæsen på Frydendal til 1826, blev 1827 exam.jur., var 1828-32 forvalter på Knabstrup, 1832 volontør i Generalstabens bureau, fik 1835 afsked og blev udnævnt til virkelig krigsassessor, blev forpagter af Dorthealyst, 1846 af Knabstrup og blev 1865 ejer af samme. Han blev 1876 etatsråd. Lunn var lokal- og personalhistorisk forfatter. Han udgav 1884 Efterretninger om min Farfader Christian Ditlev Lunn: Uddragne og samlede deels af hans egne Optegnelser deels af Meddelelser fra forskiellige Kilder og er skildret i Meddelelser om Etatsraad Frederik Carl August Lunn (1888).
Han blev gift 30. oktober 1837 i Trinitatis Kirke med Gedske Cathrine "Catinca" Resch (31. oktober 1813 i København - 3. november 1901 på Knabstrup), datter af købmand i København, senere ejer af Kongsdal Jacob Bentzen Resch og Anna Laurentze Neergaard.